# Cantó de Le Mans-Est-Campagne
El cantó de Le Mans-Est-Campagne és un cantó francès del departament de Sarthe, situat al districte de Le Mans. Té sis municipis i part del de Le Mans.

## Municipis
- Changé
- Challes
- Le Mans (part)
- Parigné-l'Évêque
- Sargé-lès-le-Mans
- Savigné-l'Évêque
- Yvré-l'Évêque

## Història
| Data d'elecció                           | Identitat          | Partit          | Qualitat |
| ---------------------------------------- | ------------------ | --------------- | -------- |
| 1945-1955                                | Jacques Reignier   | RPF, després RS |          |
| 1955-1985                                | Robert Manceau     | PCF             |          |
| 1985-1992                                | Jacques Terroire   | PS              |          |
| 1992-2004                                | Dominique Le Mèner | UMP             |          |
| 2004-                                    | Jean-Luc Fontaine  | PS              |          |
| les dades anteriors no són pas conegudes |                    |                 |          |
|                                          |                    |                 |          |

## Demografia
| A partir de 1990: Població sense dobles comptes |